# (5965) 1990 SV15
Az (5965) 1990 SV15 a Naprendszer kisbolygóövében található aszteroida. Holt, H. E. fedezte fel 1990. szeptember 16-án.